# Aeroportul Yalinga
Aeroportul Yalinga (IATA: AIG, ICAO: FEFY) este un aeroport din Yalinga⁠(d), Haute-Kotto, Republica Centrafricană ce deservește zona Yalinga⁠(d). A fost numit după zona deservită.
Situat la o altitudine de 602 m, aeroportul dispune de o singură pistă.